# Салих Муслим Мухаммад
Салих Муслим Мухаммад (курд. Salih Muslîm Mihemed; род. 1951) — курдский политик, лидер партии «Демократический союз» (PYD), а также депутат Национального координационного комитета за демократические перемены.
Мухаммад начал принимать участие в курдском национально-освободительном движении в 1970-х годах, когда он был студентом Стамбульского технического университета, во время второго курдо-иракского конфликта. По окончании университета он работал химическим инженером в Саудовской Аравии до своего возвращения в Сирию в 1990-х. Он стал членом Демократической партии Сирийского Курдистана (сирийское отделение Демократической партии Курдистана) в 1998 году, но разочаровался в её способности что-то изменить в положении сирийских курдов, и вышел из неё в 2003 году, чтобы вступить в только что основанный Демократический союз (PYD), главой которого он был избран в 2010 году. На момент начала гражданской войны в Сирии Мухаммад с женой находились в Ираке, где они скрывались от преследования, но они вернулись в Эль-Камышлы в марте 2011 года. В интервью для BBC от 18 августа 2012 года он заявил, что не имеет каких-либо связей с РПК, а также отметил, что начиная с 2003 года он каждый год проводил 2-3 месяца в сирийских тюрьмах.
9 октября 2013 года к востоку от города Тал-Абъяд (Ракка) в бою против исламистов погиб сын Салиха Муслима, член YPG.
В Турции Салих Муслим включён в список особо опасных преступников, за его поимку назначена награда в 4 миллиона турецких лир. 25 февраля 2018 года он был задержан в Праге по запросу Турции, но через два дня был освобождён по решению суда, что вызвало резкую критику со стороны Турции.